# イザベル・ブラスール
イザベル・ブラスール（Isabelle Brasseur、1970年7月28日 - ）は、カナダ出身のフィギュアスケート選手。1992年アルベールビルオリンピック、1994年リレハンメルオリンピックペア銅メダリスト。1993年世界フィギュアスケート選手権ペアチャンピオン。パートナーはロイド・アイスラー。

## 経歴
- ジュニア時代はパスカル・クールシェヌとペアを組んでいたが成績は思うように残せなかった。
- 1987年、ロイド・アイスラーとペア結成。
- 1992年アルベールビルオリンピックで銅メダルを獲得。
- 1993年世界フィギュアスケート選手権優勝。
- 1994年リレハンメルオリンピックで2大会連続の銅メダルを獲得。
- 1994年プロ転向
- 2004年引退。

## 主な戦績
| 大会/年      | 1987-88 | 1988-89 | 1989-90 | 1990-91 | 1991-92 | 1992-93 | 1993-94 |
| ------------ | ------- | ------- | ------- | ------- | ------- | ------- | ------- |
| オリンピック | 9       |         |         |         | 3       |         | 3       |
| 世界選手権   | 7       | 7       | 2       | 2       | 3       | 1       | 2       |
| カナダ選手権 | 2       | 1       | 3       | 1       | 1       | 1       | 1       |

戦績はロイド・アイスラーと組んで以降。